# Harrison County (Missouri)
Das Harrison County ist ein County im US-amerikanischen Bundesstaat Missouri. Im Jahr 2020 hatte das County 8157 Einwohner und eine Bevölkerungsdichte von 4,4 Einwohnern pro Quadratkilometer. Der Verwaltungssitz (County Seat) ist Bethany.

## Geografie
Das County liegt im Nordwesten von Missouri und grenzt im Norden an Iowa. Es hat eine Fläche von 1882 Quadratkilometern, wovon 3 Quadratkilometer Wasserfläche sind. An das Harrison County grenzen folgende Nachbarcountys:
| Worth County  | Ringgold County (Iowa) | Decatur County (Iowa) |
|               |                        | Mercer County         |
| Gentry County | Daviess County         | Grundy County         |

## Geschichte
Das Harrison County wurde 1834 gebildet. Benannt wurde es nach Albert G. Harrison, einem Mitglied im Kongress der Vereinigten Staaten.

## Demografische Daten
Nach der Volkszählung im Jahr 2010 lebten im Harrison County 8957 Menschen in 3534 Haushalten. Die Bevölkerungsdichte betrug 4,8 Einwohner pro Quadratkilometer. In den 3534 Haushalten lebten statistisch je 2,49 Personen.
Ethnisch betrachtet setzte sich die Bevölkerung zusammen aus 97,8 Prozent Weißen, 0,5 Prozent Afroamerikanern, 0,5 Prozent amerikanischen Ureinwohnern, 0,3 Prozent Asiaten sowie aus anderen ethnischen Gruppen; 0,9 Prozent stammten von zwei oder mehr Ethnien ab. Unabhängig von der ethnischen Zugehörigkeit waren 1,7 Prozent der Bevölkerung spanischer oder lateinamerikanischer Abstammung.
24,5 Prozent der Bevölkerung waren unter 18 Jahre alt, 54,6 Prozent waren zwischen 18 und 64 und 20,9 Prozent waren 65 Jahre oder älter. 50,2 Prozent der Bevölkerung war weiblich.

Das jährliche Durchschnittseinkommen eines Haushalts lag bei 35.000 USD. Das Pro-Kopf-Einkommen betrug 18.967 USD. 15,1 Prozent der Einwohner lebten unterhalb der Armutsgrenze.

## Ortschaften im Harrison County
| Citys - Bethany - Cainsville - Gilman City1 | 0 - New Hampton - Ridgeway | Villages - Blythedale - Eagleville - Mount Moriah |

Unincorporated Communities
| - Akron - Andover - Blue Ridge - Brooklyn | - Gardner - Hatfield - Martinsville - Melbourne | - Pawnee - Washington Center - Wildwood |

## Gliederung
Das Harrison County ist in 20 Townships eingeteilt:
| Township           | Einwohner (2010) | FIPS     |
| ------------------ | ---------------- | -------- |
| Adams Township     | 135              | 29-00226 |
| Bethany Township   | 3674             | 29-05086 |
| Butler Township    | 139              | 29-10072 |
| Clay Township      | 85               | 29-14392 |
| Colfax Township    | 563              | 29-15508 |
| Cypress Township   | 159              | 29-17956 |
| Dallas Township    | 218              | 29-18064 |
| Fox Creek Township | 105              | 29-25455 |
| Grant Township     | 459              | 29-28486 |
| Hamilton Township  | 137              | 29-30070 |

| Township             | Einwohner (2010) | FIPS     |
| -------------------- | ---------------- | -------- |
| Jefferson Township   | 328              | 29-36818 |
| Lincoln Township     | 105              | 29-42752 |
| Madison Township     | 437              | 29-45398 |
| Marion Township      | 445              | 29-46046 |
| Sherman Township     | 175              | 29-67448 |
| Sugar Creek Township | 525              | 29-71350 |
| Trail Creek Township | 216              | 29-73744 |
| Union Township       | 411              | 29-74662 |
| Washington Township  | 112              | 29-77488 |
| White Oak Township   | 529              | 29-79486 |